# Wynyard
Der Ort Wynyard mit etwa 5200 Einwohnern befindet sich an der Küstenlinie im Nordwesten des Bundesstaates Tasmanien, der größten Insel von Australien. Er ist 66 km von Devonport und 18 km von Burnie entfernt.

## Beschreibung
Die Bevölkerung des Ortes arbeitet als Fischer, für Touristen oder auf den umliegenden Tulpenfeldern beziehungsweise in der nahegelegenen Stadt Burnie.
Im Inglis River, der durch den Ort fließt und in den Ozean einmündet, kann geangelt werden. Es gibt einen kleinen Ankerplatz für Fischerei- und Segelboote in diesem Fluss. Die langen Strände des Ortes sind aus Quarzsand und der Ort hat ein eigenes Strandschwimmbad, da im Fluss durch Ebbe und Flut gefährliche Strömungen entstehen können.
In der Nähe des Ortes kann der Table Cape, eine in der Tiefe erstarrte, und später durch Erosion freigelegte Magmakammer (Lakkolith), erklommen werden. Der Table Cape hebt sich deutlich aus der Küstenlinie heraus.
Es gibt in Wynyard eine Besucherzentrum mit einer bemerkenswerten Sammlung von Ford-Automobilen und lokale Kunst. Jährlich findet in Wynyard ein Tulpen-Festival statt, das viele Touristen anlockt. Die Tulpen wachsen auf großflächigen Feldern in der Umgebung des Ortes.
Der Flugplatz Burnie kann fußläufig aus dem Ort erreicht werden und verbindet die Region mit australischen Flughäfen. Mit dem Auto kann der Ort Burnie auf dem Baas Highway erreicht werden. Früher gab es eine Eisenbahnverbindung, die 1970 eingestellt wurde.